# يوي إيشيكاوا
يوي إيشيكاوا (石川由依 إيشيكاوا يوي) هي مؤدية أصوات وممثلة يابانية ولدت في 30 مايو 1989 في محافظة هيوغو.

## حياتها
في 30 مايو 2021 أعلنت عن زواجها في يوم ميلادها الثاني والثلاثين. وفي 11 مايو 2025، أعلنت أنها أنجبت طفلها الأول.

## أدوارها في الأنمي

### مسلسلات أنمي تلفزيونية
- هيرويك إيج - ديانيلا
- هجوم العمالقة - ميكاسا أكرمان
- هجوم العمالقة Season 2 - ميكاسا أكرمان
- هجوم العمالقة Season 3 - ميكاسا أكرمان
- هجوم العمالقة The Final Season - ميكاسا أكرمان
- هجوم العمالقة: الثانوية - ميكاسا أكرمان
- داركر ذان بلاك: جوزاء النيزك - تانيا
- برج درواغا 〜the Aegis of URUK〜 - الأميرة
- فافنر في السماء الزرقاء EXODUS - ميميكا ميكاغامي
- سيراف النهاية - شيغوري يوكيمي
- سيراف النهاية: معركة ناغويا - شيغوري يوكيمي
- كواليديا كود - كاناريا أوتارا
- جاندام بيلد فايترز - تشينا كوساكا
- جاندام بيلد فايترز تراي - تشينا كوساكا
- أونيهي - أومويو
- أوشيو أند تورا - كاوري
- فيوليت إيفرغاردن - فيوليت إيفرغاردن
- خط الشياطين - تسوكاسا تايرا
- يوغي ARC-V - رايلي أكابا، أولغا
- فيت/إكسترا Last Encore - هاكونو كيشينامي الحقيقية
- أساسينز برايد - إيليزي آنجل
- داي الشجاع (2020) - إيمي
- إكس-آرم - أليس هيميغامي
- بلاتينوم إيند - مانامي يوميكي
- مذكرات العطارة - ليهوا
- إرومانغا سينسي - توموي تاكاساجو
- إعادة تجسيدي في هيئة هلام - كاغالي
- ابتسمي على منصة العرض - هونوكا تسومورا

### أوفا أنمي
- إكس إكس إكس هوليك: شونموكي - فتاة ريوكان
- هجوم العمالقة: زوار مفاجئون - ميكاسا أكرمان
- هجوم العمالقة: محنة - ميكاسا أكرمان
- هجوم العمالقة: الفتاتان الضائعتان - ميكاسا أكَّرمان

### أفلام أنمي
- صوت صامت - ميوكو ساهارا
- فيوليت إيفرغاردن: الأبدية ودمية الذاكرة الآلية - فيوليت إيفرغاردن
- فيوليت إيفرغاردن: الفيلم - فيوليت إيفرغاردن

## أدوارها في ألعاب الفيديو
- نير: أوتوماتا - 2B
- سورد آرت أونلاين: هولو فراغمنت - فيليا
- سورد آرت أونلاين: لوست سونغ - فيليا
- جينشين إمباكت - كلوريندي

## وصلات خارجية
- يوي إيشيكاوا على موقع IMDb (الإنجليزية)
- يوي إيشيكاوا على موقع ميوزك برينز (الإنجليزية)
- يوي إيشيكاوا على موقع قاعدة بيانات الفيلم (الإنجليزية)
- يوي إيشيكاوا على موقع ANN person (الإنجليزية)